# 5,10-メテニルテトラヒドロ葉酸
5,10-メテニルテトラヒドロ葉酸（5,10-メテニルテトラヒドロようさん、5,10-Methenyltetrahydrofolate、5,10-CH=THF）は、テトラヒドロ葉酸の代謝中間体の一つ。メテニル基（CH2=）の受容体および供与体である。

## 生合成
メチレンテトラヒドロ葉酸デヒドロゲナーゼ(NAD+)もしくはメチレンテトラヒドロ葉酸デヒドロゲナーゼ(NADP+)によって5,10-メチレンテトラヒドロ葉酸から合成される。
また、ヒスチジンの代謝中間体として5-ホルムイミノテトラヒドロ葉酸からホルムイミノトランスフェラーゼシクロデアミナーゼによって合成される。そして、メテニルテトラヒドロ葉酸シクロヒドロラーゼによって10-ホルミルテトラヒドロ葉酸に変換される。

テトラヒドロ葉酸（THF）による代謝とビタミンB12によるTHFの再生産、:de:Folsäure=葉酸、DHF=ジヒドロ葉酸、THF=テトラヒドロ葉酸、Vit.B12=ビタミンB12、Methyl-Vit.B12=メチルコバラミン、Methionin=メチオニン、Methionin Syntase=5-メチルテトラヒドロ葉酸-ホモシステインメチルトランスフェラーゼ、Homocystein=ホモシステイン、N5-Methyl-THF=5-メチルテトラヒドロ葉酸、N5,N10-Methylene-THF=5,10-メチレンテトラヒドロ葉酸、N10-Formyl-THF=10-ホルミルテトラヒドロ葉酸、dUMP=デオキシウリジン一リン酸、NADPH、DNA